# Crazy comedy

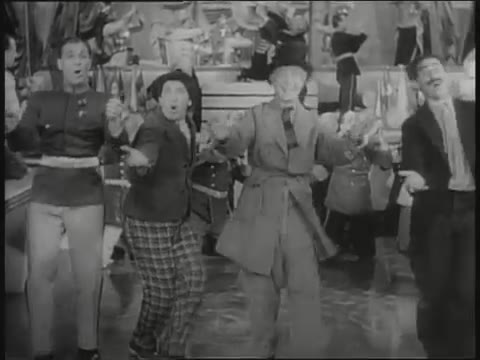
Bracia Marx

Crazy comedy (z ang. zwariowana komedia) – podgatunek komedii filmowej, charakteryzujący się szczątkową fabułą, nonsensowną akcją oraz komizmem dialogowym.
Crazy comedy wywodzi się z amerykańskich teatrów wodewilowych; jedną z pierwszych formacji, które skutecznie przeniosły tamtejszy specyficzny humor na język filmowy, byli Bracia Marx (Kacza zupa, 1933). Ich styl Łukasz Plesnar opisywał następująco:
Po pierwsze, fabuła była z reguły szczątkowa i słabo zarysowana. Główny nacisk kładziono na środowisko, w którym rozgrywała się akcja, co służyło naszkicowaniu tła i bliższemu określeniu postaci drugoplanowych. Główni bohaterowie natomiast występowali zawsze w tej samej charakteryzacji i postępowali wedle tych samych schematów. Po wtóre, akcja prowadzona była często w sposób alogiczny i purnonsensowny. Po trzecie, dialog stanowił podstawowy środek komiczny, będąc bazą wszelkich gagów. Gra słów, onomatopeje, rytm wypowiedzi – wszystkie te elementy były wykorzystywane w celach komicznych.
Styl crazy comedies z udziałem braci Marx z powodzeniem stosował także Preston Sturges, wzbogacając go o elementy slapsticku oraz screwball comedies . Gwałtowny renesans crazy comedy przeżyła na przełomie lat 70. i 80. XX wieku, przede wszystkim dzięki zawodowym komikom: Woody’emu Allenowi (we wczesnej fazie jego twórczości), Melowi Brooksowi (Płonące siodła, 1974), Johnowi Landisowi (Menażeria, 1978), Johnowi Watersowi (Różowe flamingi, 1971) oraz tercetowi David Zucker–Jim Abrahams–Jerry Zucker (Czy leci z nami pilot?, 1980). W Europie reprezentatywnym przykładem crazy comedies jest telewizyjna i filmowa twórczość brytyjskiego kabaretu Monty Python, którego członek John Cleese rozwijał poetykę gatunku także osobno, w popularnym serialu Hotel Zacisze.